# Schuyler Weiss

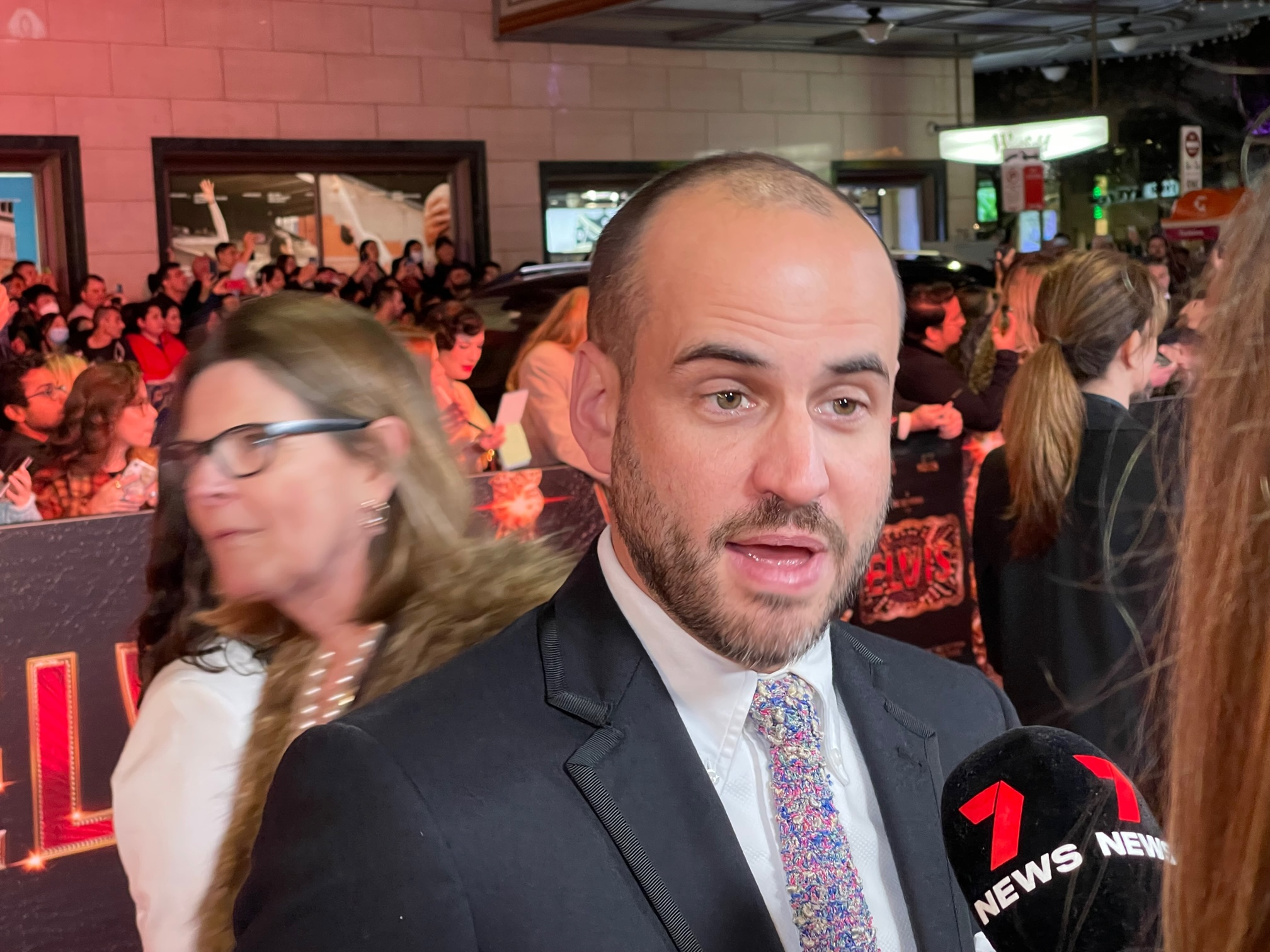
Schuyler Weiss

Schuyler Weiss  (* 20. Jahrhundert) ist ein australischer Filmproduzent.
Weiss ist Sohn einer Malerin und eines ehemaligen Mitarbeiters der pazifischen Abteilung der Firma Gateway, Inc. Er besuchte von 1997 bis 2001 das Eton College und studierte von 2002 bis 2005 an der Universität Sydney. Er machte dort seinen Bachelorabschluss in den Fächern Chinesische Sprache und Literatur. Während der Produktion von Australia war Weiss für rund fünf Jahre als Assistent von Regisseur Baz Luhrmann tätig. Diese Erfahrung brachte ihn dazu, selbst als Filmproduzent tätig zu werden und er ging hierfür nach New York City. In der Folge war er Mitbegründer von Tandem Pictures. Eine erneute direkte Kooperation mit Luhrmann ergab sich ab 2017 mit dem Film Elvis, der 2022 erschien. Gemeinsam mit dem übrigen Produktionsteam wurde Weiss hierfür für den Oscar in der Kategorie Bester Film nominiert, ebenso bei den British Academy Film Awards 2023. 2022 gewannen sie einen AACTA Award.

## Filmografie (Auswahl)
- 2014. Dukale's Dream (Dokumentarfilm)
- 2014: The Sleepwalker
- 2018: Piercing
- 2022: Elvis